# Élection municipale de 2010 à Washington D.C.
Les élections municipales de 2010 à Washington D.C. se sont tenues le 2 novembre 2010 afin d'élire le maire. Le maire sortant, Anthony A. Williams (démocrate) est battu au primaire par Vincent C. Gray qui lui succède à la mairie.

## Primaire démocrate

### Sondages
| Source                | Date               | Échantillon      | Marge d'erreur | Vincent Gray | Adrian Fenty | Autres | N’iront pas voter | Indécis |
| --------------------- | ------------------ | ---------------- | -------------- | ------------ | ------------ | ------ | ----------------- | ------- |
| Clarus Research Group | 15-16 août 2010    | 501 (démocrates) | ± 4.4 %        | 44 %         | 38 %         | 18 %   |                   |         |
| The Washington Post   | 24-28 janvier 2010 | 1 135            | ?              | 35 %         | 31 %         | 11 %   | 4 %               | 20 %    |

## Résultats
| Résultats | Résultats              | Résultats       | Résultats | Résultats |
| Partis    | Partis                 | Candidats       | Voix      | %         |
| --------- | ---------------------- | --------------- | --------- | --------- |
|           | Démocrate              | Vincent C. Gray | 97 978    | 74,20     |
|           | Indépendant            | Carlos Allen    | 2 279     | 1,73      |
|           | D.C. Statehood Green   | Faith Dane      | 1 476     | 1,12      |
|           | Travailleur socialiste | Omari Musa      | 717       | 0,54      |
|           |                        | Write-in        | 29 599    | 22,42     |
| Total     | Total                  | Total           | 132 049   | 100       |